# Coccomyces tympanidiosporus
Coccomyces tympanidiosporus är en svampart som beskrevs av Sherwood 1980. Coccomyces tympanidiosporus ingår i släktet Coccomyces och familjen Rhytismataceae.   Inga underarter finns listade i Catalogue of Life.